# Mill Mountain
Mill Mountain är ett berg i Antarktis. Det ligger i Östantarktis. Australien gör anspråk på området. Toppen på Mill Mountain är 2 730 meter över havet, eller 430 meter över den omgivande terrängen. Bredden vid basen är 10,5 km.
Terrängen runt Mill Mountain är kuperad österut, men västerut är den bergig. Trakten är obefolkad. Det finns inga samhällen i närheten.